# Ophion areolatus
Ophion areolatus là một loài tò vò trong họ Ichneumonidae.